# Alexandre Pierre Givry
Pour les articles homonymes, voir Givry.
Alexandre Pierre Givry (Paris, 29 septembre 1785 - Paris, 6 mars 1867) est un ingénieur hydrographe qui a donné son nom à une formule utilisée en navigation.

## Biographie
Il entre au Dépôt des cartes et plans comme élève ingénieur hydrographe en juillet 1803 et est envoyé à Cadix en septembre 1805 à l’escadre de Rosily. Il sert alors sur l' Observateur, la Cornélie (1806-1807) et le Héros (1807-1808) et effectue les levés des plans des côtes de la région de Cadix. 
En juin 1808, il travaille à Venise avec Charles-François Beautemps-Beaupré aux levés hydrographiques de l'Adriatique et, en particulier à ceux des régions de Cattaro et de Raguse. 
Il participe en 1811-1812 au levé de la Mer du Nord de Anvers jusqu'à Lübeck et effectue des travaux qui font encore l'admiration des hydrographes d'aujourd'hui.
Ingénieur hydrographe de 2e classe (janvier 1814), il hydrographie en 1816 la rade de Brest puis embarque avec Roussin sur la Bayadère pour une campagne sur les côtes africaines depuis le banc d'Arguin (Mauritanie) jusqu'aux îles de Loos (1817-1818). En 1819-1820, toujours en compagnie de Roussin et sur le même navire, il effectue des levés des côtes du Brésil, de la Guyane, des Antilles et de Terre-Neuve. 
Ingénieur hydrographe de 1er classe (mai 1829), il se concentre sur les levés des côtes de France avec Beautemps-Beaupré, essentiellement sur les côtes de Bretagne (1831, 1837-1838 et 1843-1846)), de la Manche et de la mer du Nord (1834-1836 et 1840-1841). 
En 1841, il rédige les instructions nautiques des côtes de la Manche et quitte le service actif en septembre 1848. 
Membre correspondant de l'Institut (Académie des sciences, section de géographie) (juillet 1861), il meurt à Paris le 6 mars 1867.

## Récompenses et distinctions
- Chevalier (23 septembre 1818) puis officier de la Légion d'honneur (19 novembre 1840).

## Correction de Givry
Il s'agit de la correction à apporter aux mesures d'angles relevées sur une carte en projection de Mercator pour obtenir des angles sur la sphère terrestre.
Le cap (ou le relèvement) entre deux points mesuré sur une carte de Mercator correspond à une route à cap constant ou loxodromie. Le chemin le plus court entre deux points sur la sphère terrestre correspond à un grand cercle ou orthodromie. 
La correction de Givry approxime l'écart entre le cap de la loxodromie et le cap initial de l'orthodromie par la moitié de l'angle entre les méridiens des deux points considérés, à la latitude moyenne du trajet. C'est pourquoi on l'appelle aussi correction de demi-convergence : 
{\displaystyle g={\frac {1}{2}}*(G_{b}-G_{a})*\sin \varphi _{m}}
{\displaystyle G} étant la longitude et {\displaystyle \varphi _{m}} la latitude moyenne.

## Œuvres
Parmi les nombreux travaux qu'il publia : 
- Résumé des observations hydrographiques faites en 1819 et 1820 pendant la campagne de la Bayadère  (1822)
- Éclaircissements sur les positions géographiques déterminées en 1821, 1822 et 1823 pendant la campagne de la Clorinde  (1824)
- Suppléments aux instructions pour la navigation aux atterrages et dans la rivière du Para (1836)